# Mercury (Sabaudia)
Mercury – miejscowość i gmina we Francji, w regionie Owernia-Rodan-Alpy, w departamencie Sabaudia.
Według danych na rok 2006 gminę zamieszkiwały 2404 osoby, a gęstość zaludnienia wynosiła 107 osób/km² (wśród 2880 gmin regionu Rodan-Alpy Mercury plasuje się na 404. miejscu pod względem liczby ludności, natomiast pod względem powierzchni na miejscu 408.).